# Сігтриг I
Сігтриг I Сліпий (дан. Sigtryggr; ? — 927) — король Дубліну у 917—921 роках (як Сігтриг II), Йорвіку у 921—927 роках.

## Життєпис

### Молоді роки
Походив з династії Рагнара Лодброка. Був онуком Івара Рагнарсона, короля Дубліна. Про дату народження та молоді роки нічого невідомо. У 902 році війська королівства Лейнстер вигнали вікінгів з Дубліна. Сігтриг разом з братом Рагнальдом втік до королівства Йорвік. Незабаром на чолі флоту почав здійснювати походи в Ірландському морі.
У 910 році після сходження брата Рагнальда на трон Йорвіку, почав діяти разом з ним проти Страткладу і Шотландії. Брав участь у 914 році у битві проти Баріда Оттарисона, короля Вортерфорду, в якій Рагнальд I та Сігтриг здобули перемогу.

### Король Дубліна
У 917 році вдерся до королівства Лейнстер, де у битві при Кенн Фуайті за підтримки війська Рагнальда I здобув перемогу. Того ж року разом з братом переміг Лейнстер у битві при Конфей, після чого захопив Дублін, де став королем.
У 919 році стикнувся з наміром верховного короля Ірландії Ніалла Глундуба відновити владу васального королівства Лейнстер у Дубліні. У вирішальній битві при Ісландбрідж 14 вересня того ж року Сігтриг I здобув цілковиту перемогу. У 920 року здійснив похід до північної Мерсії, де сплюндрував графство Чешир.

### Король Йорвіку
У 921 році після смерті брата Рагнальда I залишив Дублін, перебравшись до Йорвіку, де став королем. У свою чергу новим королем Дубліну став рідний або двоюрідний брат Сігтриг — Гутфріт Іварсон.
Сігтриг I відмовився визнавати зверхність королівства Вессекс. Новий володар Йорвіку розпочав низку військових кампаній проти Вессексу, завдавши поразок королю Едуарду. Врешті-решт вдалося відвоювати східну Мерсію. Втім, війна тривала й за нового вессекського короля Етельстана, якого зрештою змусив визнати владу Йорвіку над частиною Мерсії. Задля закріплення цього статусу укладено договір в Тамворті 926 року. За умовою угоди Сігтриг I хрестився та одружився з сестрою короля Етельстана.
Король Йорвіку помер у 927 році. Йому спадкував родич дублінський король Гутфріт II.

## Родина
- Ауйсл (д/н-937)
- Сіхфріт (д/н-937)
- Аральт (д/н-940), король Лімеріку
- Олаф (д/н-981), король Дубліна у 945—947 та 952—981 роках, король Йорвіку у 941—943, 944 та 949—952 роках
- Гутфріт (д/н-952), король Дубліну у 948—952 роках